# Esmoladora pneumàtica
Una esmoladora de mà és una esmoladora generalment alimentada per aire comprimit (encara que també n'hi ha d'elèctriques), dissenyada per a tasques d'abrasió, tall o polit en espais reduïts o treballs de precisió, que pot funcionar amb diversos accessoris. És una variant compacta de les trepants tradicionals, amb menys pes i dimensions, però amb major versatilitat de maneig.

## Descripció

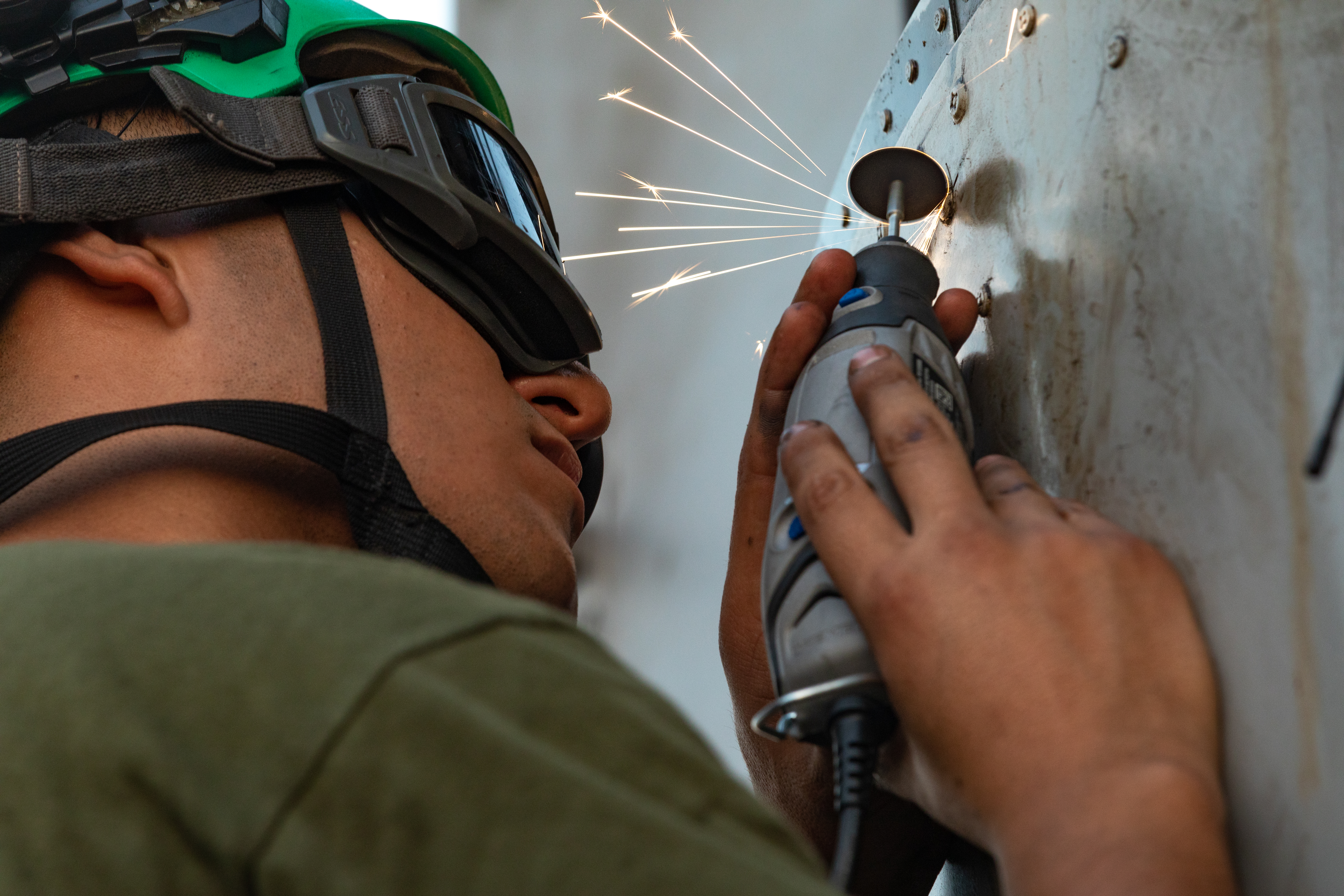
Esmoladora pneumàtica amb mola cilíndrica

La mola gira a una velocitat relativament alta per aconseguir una velocitat tangencial suficient fins i tot amb moles de petita mida. La velocitat està controlada per la pressió de l'aire aplicada. En comparació amb els dispositius elèctrics, els dispositius d'aire comprimit es caracteritzen per la seva menor relació potència-pes.
Els models elèctrics consten d'un motor petit (entre 5000 i 30000 RPM), una carcassa ergonòmica i un eix amb una mena de portabroques on s'acoblen els discs o les moles abrasives intercanviables. La seva potència sol oscil·lar entre 50W i 500W, segons l'ús: des de bricolatge fins a aplicacions industrials o odontològiques.

## Funcions principals
1. Abrasió: Esmolar superfícies amb discs de gra fi o gruixut.
2. Tall: Ús de discs diamantats o de carbur de tungstè per a metalls, ceràmica, etc.
3. Polit: Amb feltre o discs de fibra, especialment en joieria o odontologia.

## Característiques
Les esmoladores pneumàtiques funcionen amb aire comprimit i destaquen per:
- Alta velocitat de rotació: La mola gira a altes revolucions (fins a 30.000 RPM) per assegurar velocitat perifèrica adequada fins i tot amb moles petites. La velocitat es regula mitjançant la pressió d'aire aplicada.
- Seguretat en entorns explosius: Al no generar espurnes pel fet de no utilitzar electricitat, són ideals per a zones amb risc d'explosió (com indústries químiques o refineries).
- Lleugeresa: Pes reduït en comparació amb models elèctrics de potència equivalent.

S'usen principalment en entorns industrials per desbarbar vores de peces metàl·liques, però admeten múltiples accessoris (moles, freses, discs de polit, etc.).També es poden equipar amb diversos accessoris, com ara discs o altres accessoris de tall.

## Usos
- Bricolatge: Rectificar soldadures, afilar eines.
- Indústria: Ajustos en peces petites o de difícil accés.
- Art i artesania: Treball en fusta, vidre o metalls preciosos.
- Odontologia: Polit de pròtesis o implants.

## Seguretat
Com totes les esmoladores, requereixen ulleres de protecció i mànega ajustada per evitar fragments projectats. En alguns models, incorporen protectors anti-vibració o frens electrònics per a major control.

## Impacte en la salut
Tot i que les eines elèctriques manuals són útils, també produeixen grans quantitats de soroll, vibracions i partícules, incloses les partícules ultrafines.Les partícules en suspensió a l'aire són un carcinogen del grup 1. Les partícules en suspensió són la forma més nociva (a part de les ultrafines ) de contaminació atmosfèrica ja que poden penetrar profundament als pulmons i al cervell des del torrent sanguini, causant problemes de salut com ara malalties del cor, malalties pulmonars i mort prematura. No hi ha cap nivell segur de partícules. Un estudi del 2013 va concloure que "la contaminació atmosfèrica per partícules en suspensió contribueix a la incidència del càncer de pulmó a Europa". A tot el món, l'exposició a PM 2.5 va contribuir al 4,1 milions de morts per malalties cardíaques, accidents cerebrovasculars, càncer de pulmó, malalties pulmonars cròniques i infeccions respiratòries el 2016. En general, les partícules en suspensió a l'ambient són un dels principals factors de risc de mort prematura a nivell mundial.
Existeixen alguns estàndards industrials sobre la mida i la quantitat de pols emesa per les eines elèctriques, tot i que sembla que no són àmpliament coneguts ni utilitzats a nivell mundial. Sabent que la pols es genera durant tot el procés de construcció i que pot causar greus riscos per a la salut, els fabricants ara comercialitzen eines elèctriques equipades amb col·lectors de pols (per exemple, aspiradores HEPA ) o sistemes integrats de subministrament d'aigua que extreuen la pols després de l'emissió. No obstant això, l'ús d'aquests productes encara no és habitual a la majoria de llocs. A partir del primer trimestre del 2024, les eines de gasolina estan prohibides a Califòrnia.
L'ús d'eines elèctriques sense protecció auditiva durant un període prolongat de temps pot posar una persona en risc de pèrdua auditiva. L' Institut Nacional de Seguretat i Salut Laboral dels Estats Units (NIOSH) ha recomanat que les persones no estiguin exposades a sorolls iguals o superiors a 85 dB, amb finalitats de prevenció de la pèrdua auditiva. La majoria d'eines elèctriques, incloent- hi trepants, serres circulars, polidores de banda i motoserres, funcionen a nivells de soroll superiors als 85 límit de dB, alguns fins i tot superen els 100 dB. El NIOSH recomana fermament portar protecció auditiva mentre s'utilitzen aquest tipus d'eines elèctriques.